# Piotr Paziński
Piotr Paziński (Varsó, 1973. július 9. –) lengyel újságíró, esszéista, irodalomkritikus és műfordító.
1999-ben végzett a Varsói Egyetem filozófia szakán. Doktori munkáját, amelyet a Lengyel Tudományos Akadémián Michał Głowiński irányítása alatt írt, könyvben is megjelentette. 1992 és 1997 között a Gazeta Wyborcza, vezető lengyel napilap külföldi rovatának újságírója volt. 2000-től kezdve a Midrasz című varsói zsidó havilap főszerkesztője.

## Díjak
- Az Európai Unió Irodalmi Díja (2012)
- Paszport Polityki díj (2009)

## Könyvei
- 2013: Ptasie ulice
- 2009: Pensjonat
- 2008: Dublin z Ulissesem. Wraz ze słownikiem bohaterów Ulissesa
- 2005: Labirynt i Drzewo: studia nad Ulissesem (Labirintus és fa: tanulmányok az Ulyssesről; Austeria)

## Magyarul
- Panzió; ford. Pálfalvi Lajos; Noran Libro, Bp., 2016 (Új k-európai történetek)